# Hoya solokensis

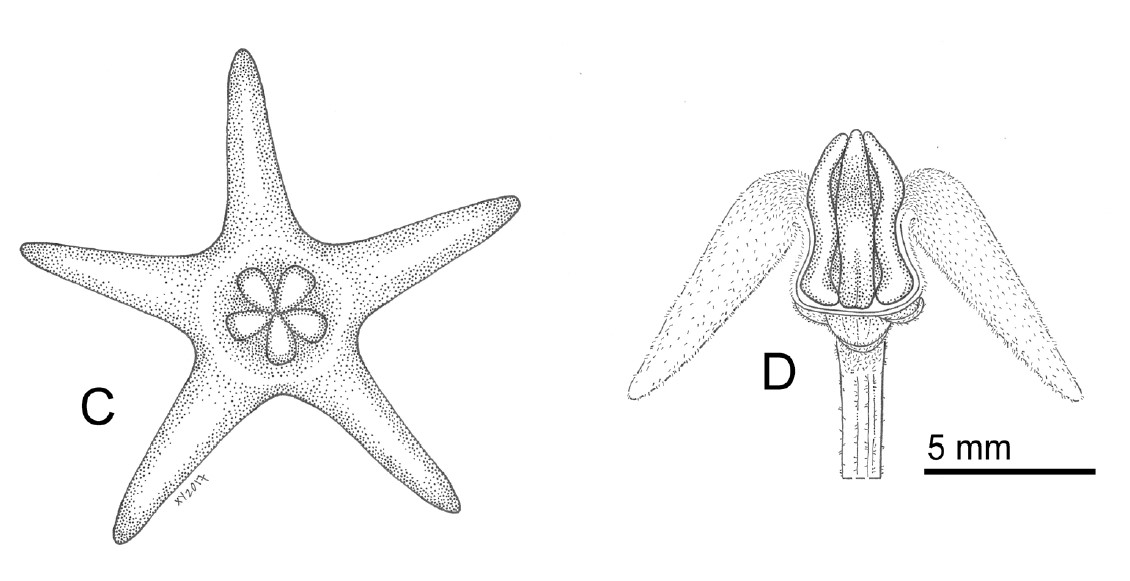
Schematische Darstellung der Blüte

Hoya solokensis ist eine Pflanzenart der Gattung der Wachsblumen (Hoya) aus der Unterfamilie der Seidenpflanzengewächse (Asclepiadoideae).

## Merkmale
Hoya solokensis ist ein epiphytischer, kleiner, nicht kletternder Strauch. Wurzeln sind nur basal vorhanden; Haftwurzeln wurden nicht beobachtet. Die Triebe stehen aufrecht oder abspreizend. Sie haben einen Durchmesser von 2,5 bis 5 mm. Frische Triebe sind mattgrün, spärlich flaumig behaart, ältere Triebe sind graubraun und kahl. Die Internodien messen 1 bis 2 cm, selten auch bis 5 cm. Die Blätter sind gestielt, die Blattstiele sind 5 bis 10 mm lang und haben einen Durchmesser von 1 bis 2 mm. Sie sind an der Oberseite rinnig und spärlich flaumig behaart. Alle vegetativen Teile sondern bei Verletzung einen weißen Milchsaft ab. Die dünnen, nicht sukkulenten Blattspreiten sind elliptisch, 5 bis 10 cm (selten auch 12 cm) lang und 2,5 bis 4 cm breit. Die Basis und der Apex sind spitz oder zugespitzt. Die kahle Oberseite ist grün, die ebenfalls kahle Unterseite hellgrün. Die Blattnervatur ist gefiedert, die Mittelrippe ist geringfügig eingesenkt auf der Oberseite bzw. ist auf der Unterseite leicht hervor tretend. Es sind 4 bis 7 Paare von Sekundärrippen vorhanden. Drüsen an den Blattbasen fehlen.
Die halbkugeligen Blütenstände entspringen den Blattachseln und stehen aufrecht oder waagrecht. Sie sind unverzweigt und fallen nach der Blüte und Samenbildung völlig ab. Sie enthalten 3 bis 10 Blüten. Die grünen Blütenstandsstiele sind 8 bis 12 mm lang und haben eine Dicke von 1,2 bis 1,4 mm. Sie sind unterhalb der Rhachis spärlich flaumig behaart, ansonsten kahl. Die Blütenstiele sind 5 bis 8 mm lang und 1 bis 1,5 mm dick, hellgrün und spärlich flaumig behaart. Die hellgrünen Kelchblätter sind eiförmig bis rund mit einem gerundeten Apex. Sie sind 1,4 bis 2,2 mm und an der Basis 1,2 bis 1,6 mm breit, innen kahl und außen flaumig behaart. Die weiße Blütenkrone hat einen Durchmesser von 1,5 cm. Die Kronröhre ist an der Basis knollig aufgetrieben und umschließt die untere Hälfte der Nebenkrone. Der obere Teil der Röhre ist etwas verengt. Der basale verdickte Teil ist 2,5 bis 3 mm hoch und misst 3 bis 3,5 mm im Durchmesser. Die Kronblattzipfel sind schmal-dreieckig, 5 bis 6 mm lang und an der Basis 2,5 bis 3 mm breit. Aufgeblüht sind sie zurück gebogen mit umgebogenen Rändern und einer etwas eingebogene Spitze. Die Kronröhre ist innen flaumig behaart mit rückwärts gerichteten Haaren, außen spärlich flaumig behaart mit abgespreizten Haaren. Die Kronblattzipfel sind innen spärlich flaumig behaart, außen mit abgespreizten Haaren. Die staminale Nebenkrone ist 4,5 bis 5 mm hoch und misst 2,5 bis 3 mm im Durchmesser. Sie sind steif und sehen wachsartig aus. Die Zipfel sind 4,5 bis 5 mm lang und 1 bis 1,2 mm breit, und stehen aufrecht. Sie sind länglich und gebogen und sind auf den Rücken der Staubbeutel angeheftet und treffen in der Mitte aufeinander. Die äußeren Fortsätze sind stumpf, mit einem schmalen umgeschlagenen Rand. Die eiförmigen Staubbeutel messen ca. 0,5 × 0,3 mm und besitzen einen membranartigen apikal Anhang, der den Griffelkopf überdeckt. Die länglichen Pollinia sind 470 bis 520 mm lang und 200 bis 240 μm breit, mit einer gerundeten Basis und einem gerundeten Apex. Ein durchsichtiger äußerer Rand fehlt. Die Caudiculae sind ca. 130 μm lang und 70 μm dick, eiförmig und fast durchsichtig. Das eiförmige Corpusculum misst 300 bis 320 μm in der Länge und 160 bis 180 μm in der Breite. Der Griffelkopf ist fünfeckig im Querschnitt mit fünf Fortsätzen, die mit den Staubblättern alternieren. Der Apex ist 1 bis 1,2 mm hoch und hat einen Durchmesser von 0,9 bis 1,1 mm. Der Apex läuft spitz zu. Früchte und Samen wurden nicht beobachtet.

## Ähnliche Arten
Hoya solokensis ähnelt Hoya papaschonii Rodda (2014) aus Südthailand. Beide wachsen strauchartig und haben Blütenstandsstiele, die abgeworfen werden und eine Kronröhre. Bei Hoya papaschonii stehen aber die Kronblattzipfel aufrecht. Die Blütenkrone von Hoya papaschonii hat staminale und interstaminale Elemente, während Hoya sokolensis nur interstaminale Elemente aufweist.
Hoya telosmoides Omlor (1996) besitzt ebenfalls eine Kronröhre, ist jedoch kletternd. Die Blüten von Hoya sokolensis ähneln der Borneo-Art Hoya hamiltoniorum A.L.Lamb, Gavrus, Emoi & Gokusing (2014). Aber auch diese Art ist kletternd. Außerdem unterscheidet sich die Nebenkrone, bei dieser Art ist der Apex des inneren Fortsatz gespalten, bei Hoya sokolensis ganz.

## Geographische Verbreitung und Habitat
Die Art ist bisher nur von der Typlokalität Solok, Sumatra, Indonesien bekannt. Sie wächst dort im immergrünen Regenwald auf ca. 1000 m über Meereshöhe.

## Taxonomie
Das Taxon wurde 2019 von Sri Rahayu und Michele Rodda aufgestellt. Der Holotyp wurde im Herbarium des Research Centre for Biology in Cibinong, Indonesien unter der Nummer Fadly s.n. leg. hinterlegt. Die neue Art wurde nach der Lokalität Solok, Sumatra benannt.